# Reinholterode
Reinholterode là một đô thị ở huyện Eichsfeld, Thüringen, nước Đức. Đô thị này có diện tích 8,73 km², dân số thời điểm 31 tháng 12 năm 2006 là 808 người.